# Scogli de Piscadeddus
Gli scogli de Piscadeddus formano un gruppo di scogli dell'Italia, in Sardegna.
Amministrativamente appartiene a Villasimius, comune italiano della città metropolitana di Cagliari.